# Temple maçonnique de Santa Cruz de Tenerife
Le temple maçonnique de Santa Cruz de Tenerife  (Templo Masónico de Santa Cruz de Tenerife) est un bâtiment situé dans la ville de Santa Cruz de Tenerife dans les Îles Canaries en Espagne. Il est édifié selon les plans de l'architecte Manuel de Cámara y Cruz entre 1899 et 1902 pour l'utilisation de la loge « Añaza ». La construction globale dure plus de vingt années et il est considéré comme un des plus bels exemples de bâtiment maçonnique en Espagne. Il fut également le plus grand centre maçonnique d'Espagne jusqu'à sa réquisition par le régime franquiste.

## Histoire
Le 8 août 1895 voit la création de la loge Añaza, qui participe à la structuration de la franc-maçonnerie dans les îles Canaries dans le premier tiers du XXe siècle. C'est sous son  impulsion qu'un bâtiment à vocation de temple maçonnique est construit entre 1899 et 1902, selon le projet de l'architecte municipal Manuel de Cámara. Le financement est assumé par la loge. Cependant, les travaux, dont la façade, ne se terminent qu'en 1923. Le bâtiment a également été utilisé comme école gratuite et financée par la loge.

## Descriptif
La façade a une forte inspiration égyptienne, à chapiteaux avec des feuilles de palmier tenant un grand fronton triangulaire. Au fronton, un œil avec des rayons radiants, au pied de chaque colonne siègent deux sphinx (quatre au total). La porte d'entrée est sculptée en bois avec des motifs géométriques, au-dessus, le linteau est décoré avec des feuilles de palmiers et un soleil avec les ailes d'un aigle, symbole de Horus.
Le bâtiment dispose également d'une chambre de réflexion creusée dans le sous-sol dans une roche volcanique naturelle. Au deuxième étage se trouve la salle de banquet avec des fenêtres donnant sur  la façade principale. Le dernier niveau dispose de quelques chambres .
Le temple maçonnique de Santa Cruz de Tenerife est sur la même latitude (28 ° nord) du monastère de Sainte-Catherine (Égypte). Ce monastère a été construit sur le site où, selon l'Ancien Testament, Moïse reçoit les Tables de la Loi,.

## Spoliation
Le 15  septembre 1936, à la suite du coup d'Etat, la loge « Añaza » ayant été dissoute et ses biens confisqués, dès le premier décret anti-maçonnique édicté par le général Franco, le bâtiment est réquisitionné et cédé à la phalange espagnole. Une partie du bâtiment devient une pharmacie militaire, une autre partie sert de caserne pour les soldats du régime jusqu'en 1990. Il est fermé en 1990 jusqu'au retour de la démocratie en Espagne et voit l’État vendre le bâtiment à la ville de Santa Cruz en 2001 pour la somme de 470 000 euros.

## Restauration
En 2016, le bâtiment est en attente de restauration et de réhabilitation pour restaurer les destructions partielles subies pendant la période franquiste. Il est déclaré bâtiment d'intérêt culturel dans la catégorie monument historique et fait partie des plus bels exemples de bâtiment maçonnique espagnol. En 2023, dans le cadre d'un vaste plan de rénovation du patrimoine architectural de la ville, le temple maçonnique se voit attribuer une dotation de trois millions d'euros. Les travaux visent à transformer le temple en musée et en centre conférence, avec une date d'achèvement prévues pour 2025.

## Évènementiel
En 2016 le temple a été choisi pour la tenue d'un Congrès international de la franc-maçonnerie. Cette rencontre permet aussi de faire connaître l'édifice et de recueillir des fonds pour sa restauration.

## Photos

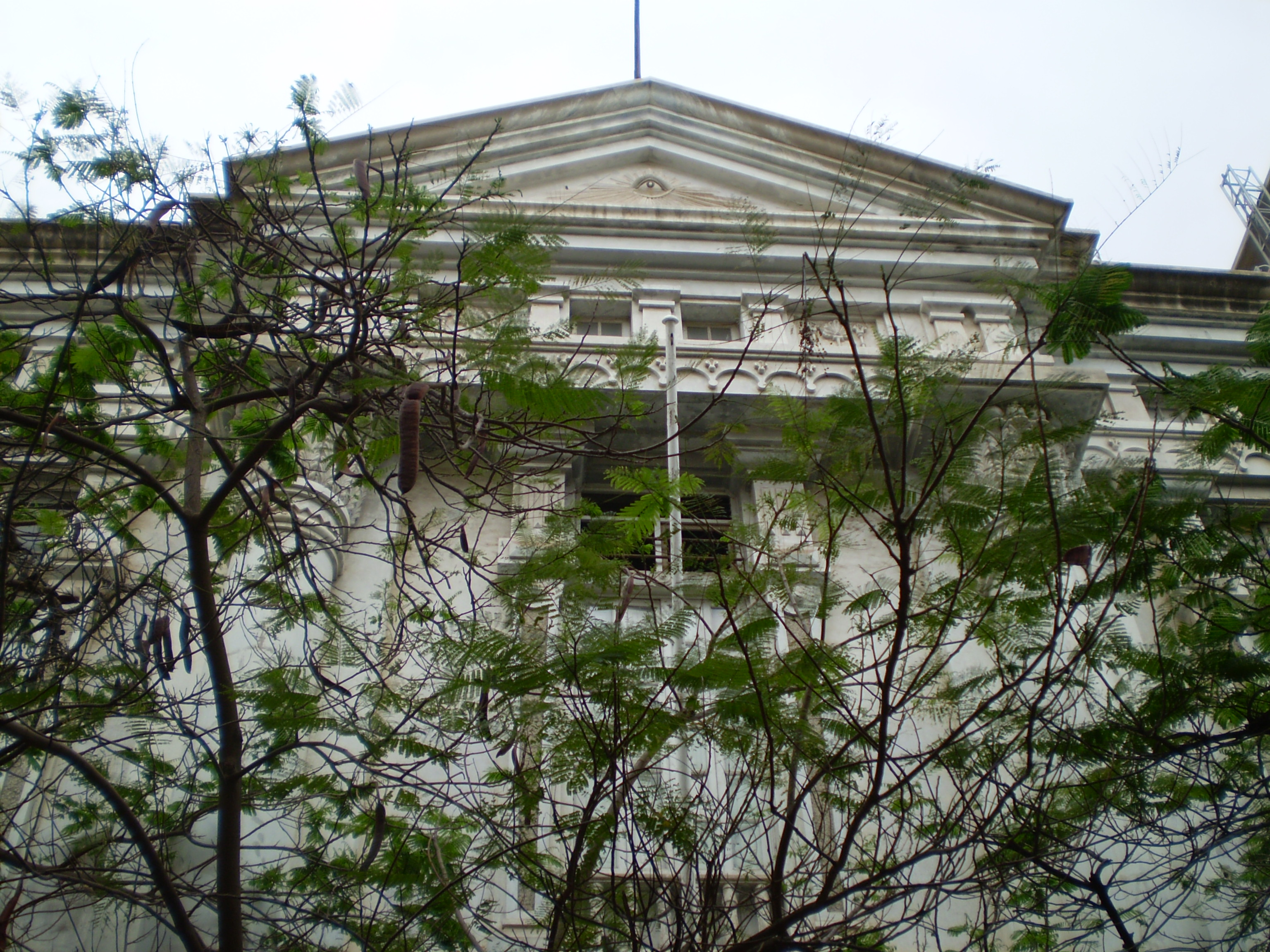
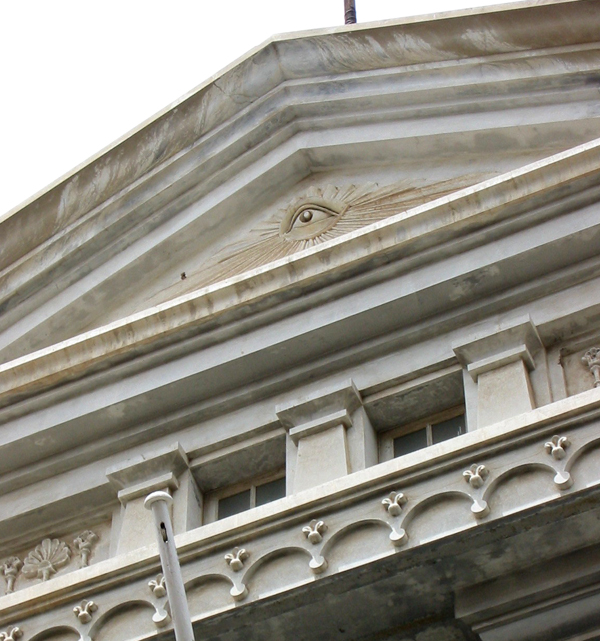
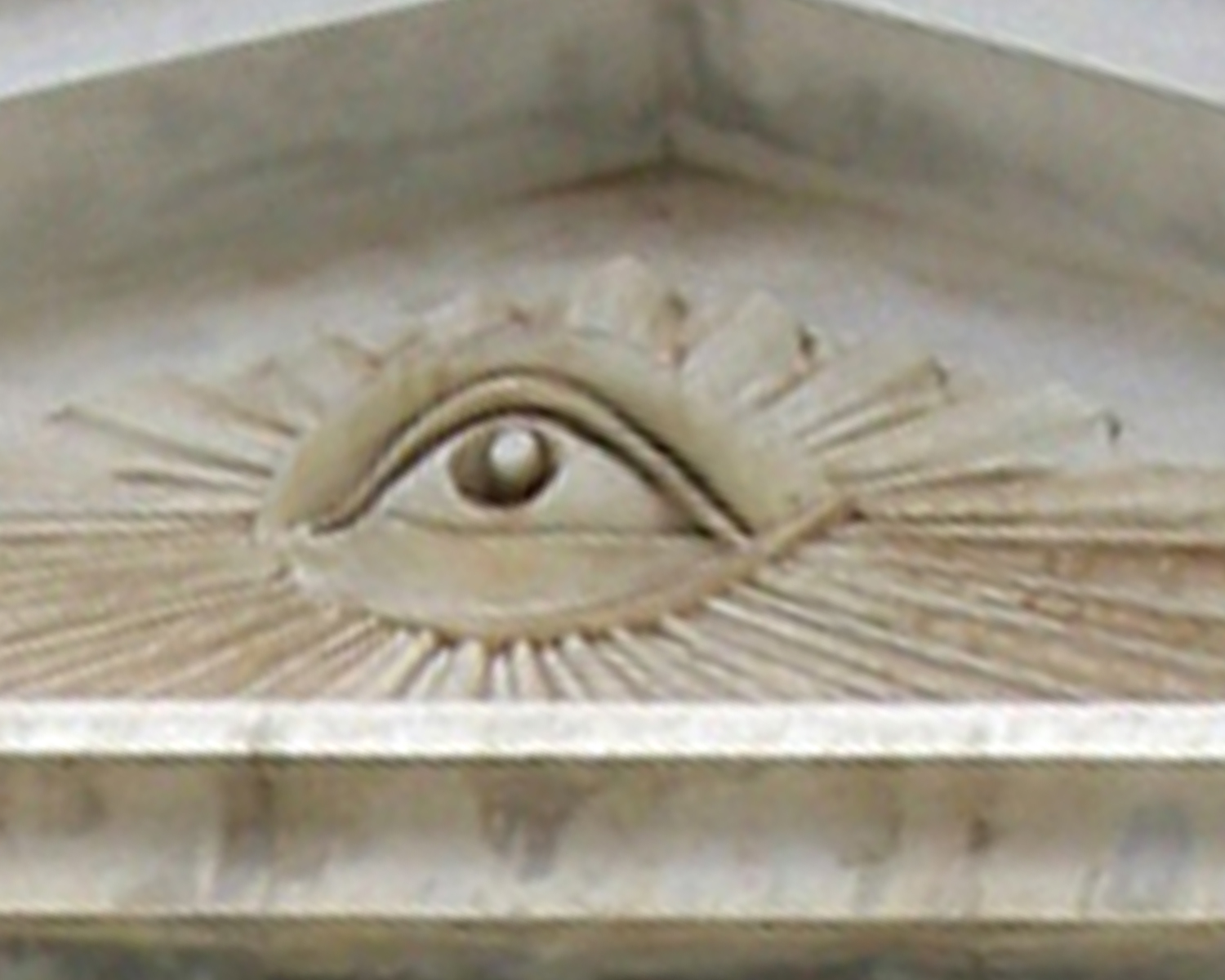
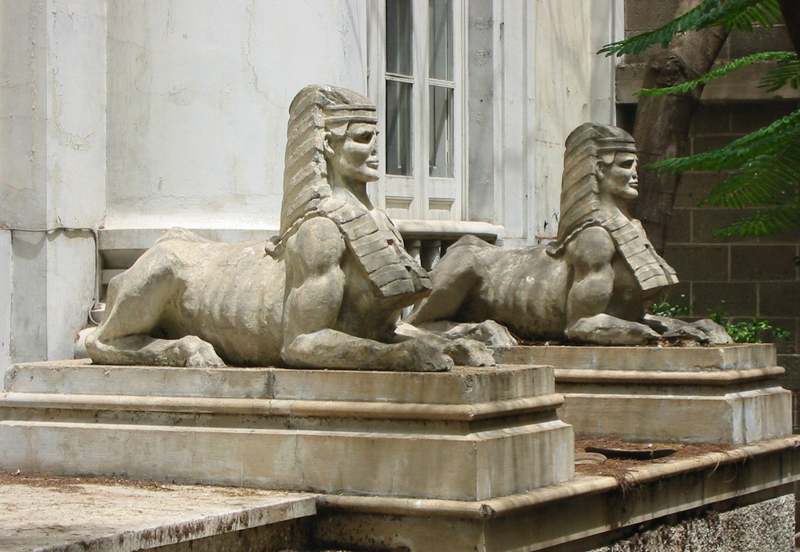